# Capela de Nossa Senhora da Penha (Cachoeira)
A Capela de Nossa Senhora da Pena, também conhecida como Capela de Nossa Senhora da Pena da Fazenda do Engenho Velho do Paraguassú, é um templo católico construído em 1660. Está localizada no Distrito de Santiago do Iguape, na cidade de Cachoeira, no estado da Bahia. É um patrimônio histórico nacional, tombado pelo Instituto do Patrimônio Histórico e Artístico Nacional (IPHAN), na data de 8 de julho de 1943, sob o processo de nº 231-T-1941.

## História
Na propriedade do antigo Engenho Velho do Paraguassú, um dos primeiros engenhos da região, no ano de 1660, foi construída a Capela de Nossa Senhora da Pena, para homenagear à Nossa Senhora da Penha. Atualmente só restam as ruínas do engenho e a capela.

## Arquitetura
Arquitetura com inspiração renascentista. A edificação de planta em T é composta de nave quadrada, capela-mor e duas sacristias laterais. A cobertura da nave foi feita em cúpula rebaixada sobre pendentifs e revestida em azulejos, na capela-mor a cobertura foi feita em meia-cúpula e as sacristias foram cobertas com telhado em quatro águas. Nave e capela-mor foram revestidas completamente com azulejos do século XVII. No frontispício foi construído uma portada e duas janelas em cada lado da porta. Acima da portada, foi esculpido em arenito de praia, o ano de 1660.